# Eduardo Esídio
José Eduardo Esídio, mais conhecido como Eduardo Esídio ou Edu Esídio (Santa Rita do Passa Quatro, 17 de novembro de 1970), é um ex-futebolista brasileiro que atuava como atacante. Defendeu muitos clubes de São Paulo e do Peru.

## Carreira
Atacante pelo lado esquerdo, canhoto com chute líquido e forte, jogou por União São João, Juventus-SP, Paulista e Uberlândia até 1997, quando chegou ao Peru para vestir a camisa do Alcides Vigo, equipe que disputava a Primeira Divisão nacional na época. Graças a suas boas atuações no ano seguinte realizou o sonho de chegar a uma grande equipa, o Universitario. Jogando pelo "U", foi artilheiro no futebol peruano com 37 gols em 2000, obtendo o recorde histórico de estabelecer-se como artilheiro em três campeonatos peruanos.
Em 2001, recebeu na Alemanha a Bola de Prata como segundo goleador das ligas nacionais (perdendo apenas para o compatriota Jardel) com 38 gols. No mesmo ano foi contratado pelo Alianza Lima, que havia conquistado o Apertura, e finalmente, depois de vencer o Cienciano, campeão do Clausura de 2001, sagrou-se campeão nacional.
No final de 2002, ele retornou ao Universitário, antes de regressar ao seu país para jogar no Marília. Encerrou sua carreira em 2006, quando jogava pela União Barbarense.

## Vida pessoal
Em 1999, casou  com quem tinha um relacionamento de 6 anos.
Seu primo, Nilson, também jogou profissionalmente, entre 1983 e 2005, tendo inclusive chegado à Seleção Brasileira.

## Títulos
União São João
- Campeonato Brasileiro de Futebol - Série C: 1988

Universitario
- Campeonato Peruano: 1998, 1999, 2000

Alianza Lima
- Campeonato Peruano: 2001

Marília
- Campeonato Paulista de Futebol - Série A2: 2002

### Artilharia
- Artilheiro do Campeonato Peruano: 2000 (37 gols)[1]
- Jogador do Ano do Peru 2000 Melhor Jogador.